# شركة إيران لمعالجة البيانات
شركة إيران لمعالجة البيانات (بالفارسية: داده‌پردازی ایران) هي شركة كمبيوتر وتكنولوجيا واستشارات تقنية معلومات مقرها في طهران ، إيران. و هي حاليًا أكبر مزود للتكنولوجيا في إيران  [تحقق من المصدر]

هي شركة تصنع وتبيع الكمبيوتر الأجهزة والبرمجيات (مع التركيز على هذا الأخير)، وخدمات البنية التحتية العروض، خدمات الاستضافة، والخدمات الاستشارية في مجالات تتراوح من أجهزة الكمبيوتر المركزية ل تكنولوجيا النانو .
تقدم الشركة أيضًا سلسلة من الخدمات المرتبطة بالإنترنت ، وهي الخوادم المخصصة ؛ خدمات التجميع ؛ خدمات استضافة الويب ، مثل الاستضافة المشتركة والبريد المشترك وتسجيل (DNS) وخدمات تسجيل النطاق ؛ والخدمات المُدارة، بما في ذلك خدمات الشبكة والحلول الأمنية، خدمات التطبيقات المُدارة، حلول التخزين والنسخ الاحتياطي   والمراقبة وإعداد التقارير والخدمات المهنية.